# Август Деґлавс
Август Деґлавс (латис. Augusts Deglavs; *9 серпня 1862, Шкібська волость, Добленський повіт, Курляндська губернія, Російська імперія — †3 квітня 1922, Рига) — латвійський письменник, журналіст і книговидавець. Редактор газети «Jaunā Dienas Lapa».

## Біографія
Народився 9 серпня 1862 в Шкібській волості Добленського повіту Курляндської губернії Російської імперії в селянській родині.
Закінчив Аурську парафіяльну школу (1876). Працював чиновником на державній службі (1888-1891), журналістом газет «Baltijas Vēstnesis» (1891-1893) і «Dienas Lapa» (1898-1901).
У 1915-1917 жив в Петрограді, був редактором газети «Jaunā Dienas Lapa», що видавалася на латвійській мові. З початку 1920-х, після повернення до Латвії, був керівником письменницького відділу департаменту мистецтв Міністерства освіти Латвії.
Помер 3 квітня 1922 в Ризі, похований на ризькому Лісовому цвинтарі. У 1929 на його могилі був встановлений пам'ятник роботи скульптора К. Янсона.

## Творчість
Героями творів письменника були міські жителі, робітники і буржуа другої половини XIX століття. Найбільш відомий його незакінчений історичний роман «Рига». Перекладав на латиську мову книги А. Дюма, Г. Ібсена, Г. Сенкевича та В. Скотта.

## Пам'ять
- На згадку про письменника названа вулиця і міст в Ризі.
- На будинку 24 по вулиці на якій він жив, встановлена пам'ятна дошка.